# Виккенбург-Альмаши, Вильгельмина фон
Графиня Вильгельмина фон Виккенбург-Альмаши (нем. Wilhelmine von Wickenburg-Almasy; 8 апреля 1845 или 18 апреля 1845, Буда — 21 января 1890 или 22 января 1890, Грис — Сан-Квирино, Цислейтания) — австрийская писательница и поэтесса; жена поэта и переводчика графа Альбрехта Виккенбурга.

## Биография
Вильгельмина Виккенбург родилась 8 апреля 1845 года в Офене (Буда); происходила из рода старинных мадьярских магнатов Альмаши, дочь тогдашнего президента Венгерской судебной палаты и тайного советника графа Морица фон Альмаши. В возрасте девяти лет её перевезли в Вену, так как её отец получил более высокий пост в австрийской столице.

Герб Альмаши (род)

Живое литературное и художественное общение в родительском доме повлияло на юную девушку, проявившую поэтический талант в раннем возрасте, различные поэтические попытки привлекли внимание творческих людей, таких как известная драматическая художница Юлия Реттих и знаменитый поэт барон Фридрих Хальм, результатом чего стало издание в 1867 году сборника стихов Викенбург-Альмаши «Gedichte», но пока только в рукописи.
Поэт и переводчик граф Альбрехт фон Виккенбург был настолько тронут её творчеством, что активно искал знакомства с Вильгельмина и, в конце концов женился на ней в 1867 году. С тех пор пара поэтов жила в Вене или путешествовала по миру.
Вскоре после того, графиня сильно заболела и им пришлось задержаться в Грисе возле Больцано. Она не падала духом и даже разработала соревнования в области пения. Но её все больше донимали физические боли и 22 января 1890 года графиня Вильгельмина фон Викенбург-Альмаши скончалась. Муж пережил её на 20 лет.
Произведения Викенбург-Альмаши надолго пережили автора и неоднократно переиздавались после её кончины.